# Zubovec dunajský
Zubovec dunajský (Theodoxus danubialis) je evropský sladkovodní plž.

## Popis
Na délku měří ulita 9 až 13 mm na šířku 7 až 9 mm, výška se pohybuje okolo 4,5 mm. Patří mezi předožábré plže. Ulita je silnostěnná žlutohnědá až šedozelená. Má víčko (operkulum).

## Rozšíření
Jak už název napovídá vyskytuje se v povodí Dunaje. Ale také v okolí Černého moře a na severu Itálie.
Česká republika se nachází na okraji jeho areálu rozšíření. Jeho výskyt v ČR je proto vzácný a to zejména na jižní Moravě v povodí řek Moravy a Dyje.

## Ohrožení a ochrana
Podle Červeného seznamu IUCN se jedná o druh málo dotčený (LC).

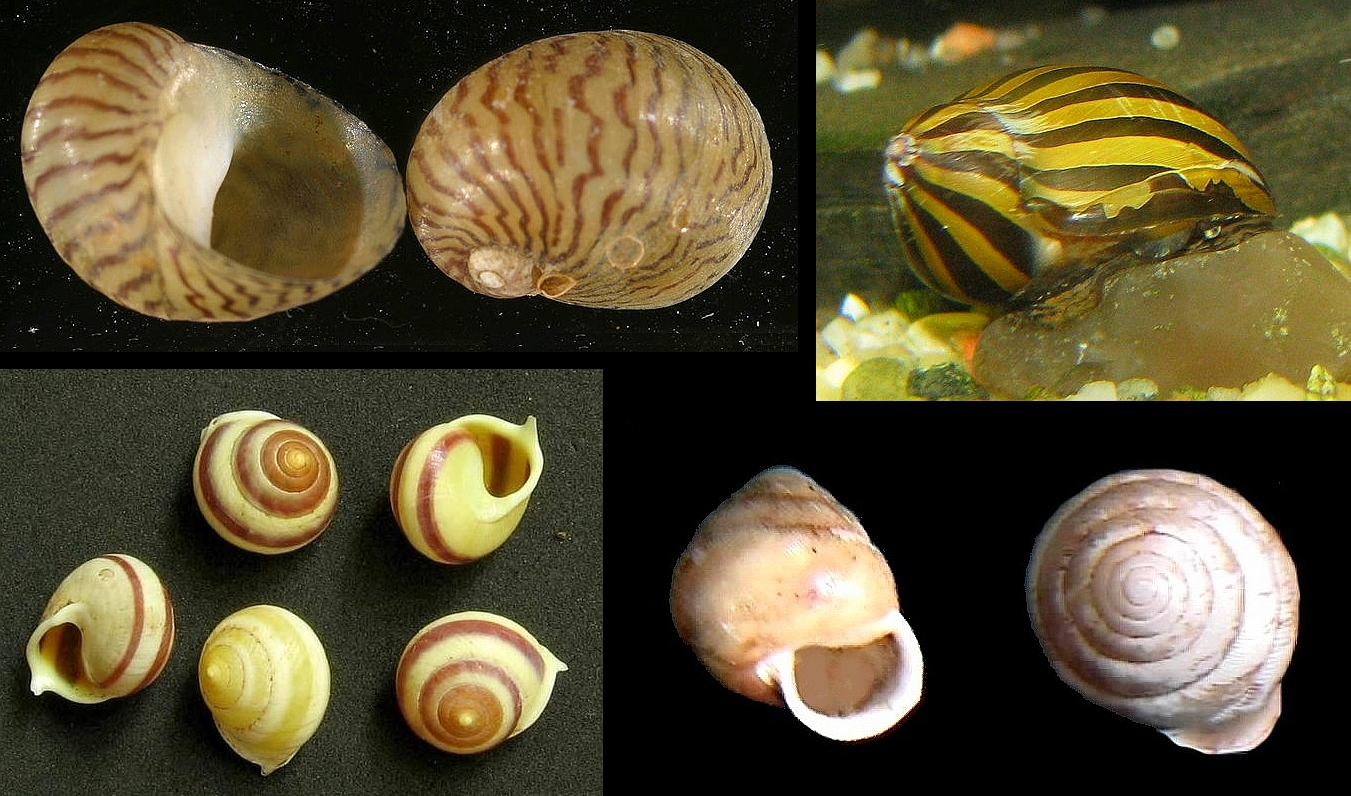

Ohrožují jej zejména regulace vodních toků a znečištění vody.

## Poddruhy
Existují tři poddruhy zubovce dunajského:
- Theodoxus danubialis cantianus (Kennard & Woodward, 1924) - vyhynulý
- Theodoxus danubialis danubialis (C. Pfeiffer, 1828)
- Theodoxus danubialis stragulatus (C. Pfeiffer, 1828)

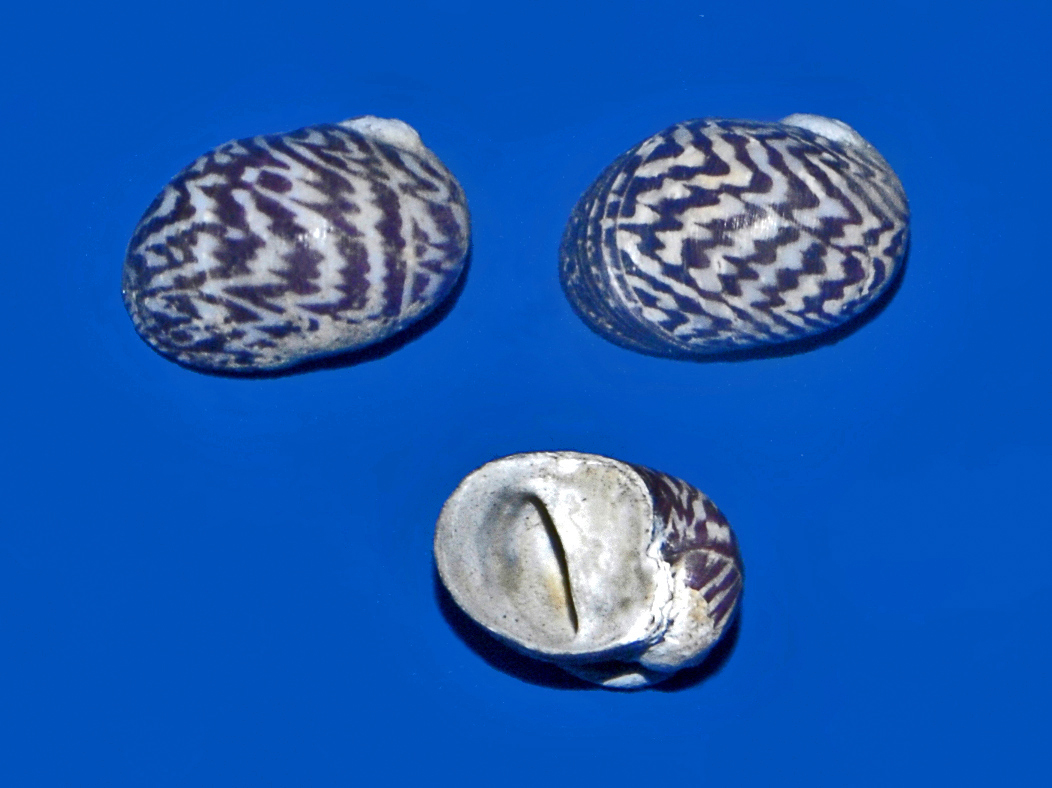